# Francesco Spinelli
Francesco Spinelli (14. dubna 1853, Milán – 6. února 1913, Rivolta d'Adda) byl italský římskokatolický kněz, zakladatel kongregace Sester adorátorek od Nejsvětější svátosti. Katolická církev jej uctívá jako světce.

## Život
Narodil se v Miláně dne 14. dubna 1853 rodičům Bartolomeu Spinellimu a Emilii Cagliaroli. Pokřtěn byl 15. dubna téhož roku. Se svoji rodinou se poté přestěhoval z Milána do Cremony. Část svého dětství strávil v obci Vergo (dnes součást města Delvina v Albánii), odkud pocházela jeho matka. V mládí se rozhodl stát knězem.
Kněžské svěcení přijal v Bergamu dne 14. srpna 1875 od biskupa Pietra Luigiho Speranzy. Nedlouho poté cestoval do Říma, kde se mu dostalo vize založit novou řeholní kongregaci. Po návratu z Říma pracoval na škole, založené jeho přítelem sv. Luigim Mariou Palazzolem.
Dne 15. prosince 1882 založil spolu se sv. Geltrudou Comensoli novou ženskou řeholní kongregaci. Kongregace bojovala s finančními problémy, během kterých se rozdělila na dvě samostatné kongregace – Sestry od Nejsvětější Svátosti (za svoji zakladatelku považují sv. Gertrudu Comensoli) a Sestry adorátorky od Nejsvětější svátosti (za svého zakladatele považují sv. Francesca Spinelliho). Později přešel z diecéze Bergamo do cermonské diecéze.
Zemřel dne 6. února 1913 v obci Rivolta d'Adda, kde jsou také v mateřském domě jím založené kongregace uchovávány jeho ostatky. V srpnu roku 1958 navštívil jeho hrob kardinál Angelo Giuseppe Roncalli (budoucí papež sv. Jan XXIII.).

## Úcta

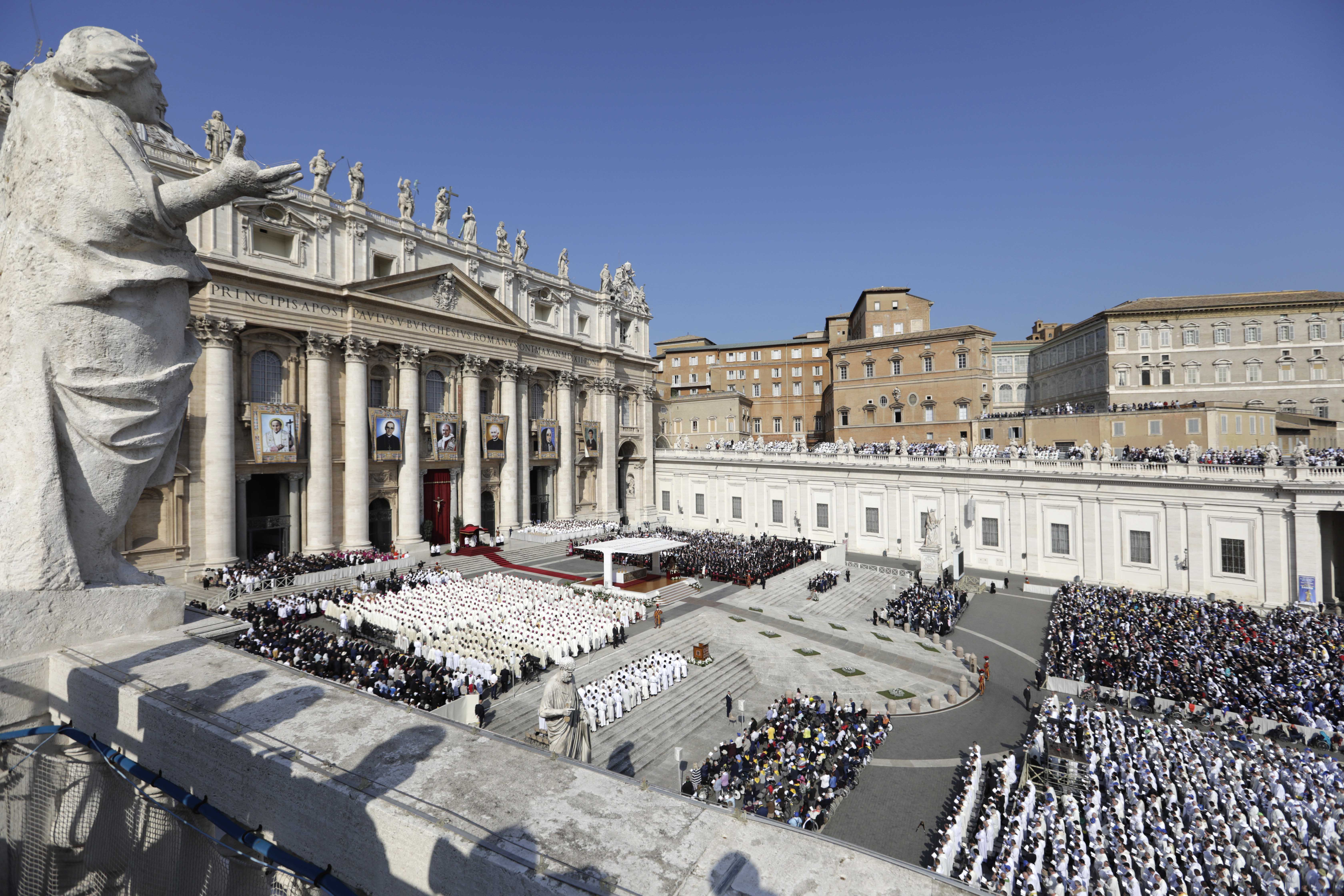
Svatořečení Francesca Spinelliho a dalších světců na Svatopetrském náměstí ve Vatikánu

Jeho beatifikační proces byl zahájen dne 25. ledna 1952, čímž obdržel titul služebník Boží. Dne 3. března 1990 jej papež sv. Jan Pavel II. podepsáním dekretu o jeho hrdinských ctnostech prohlásil za ctihodného. Dne 2. června 1992 byl uznán první zázrak na jeho přímluvu, potřebný pro jeho blahořečení.

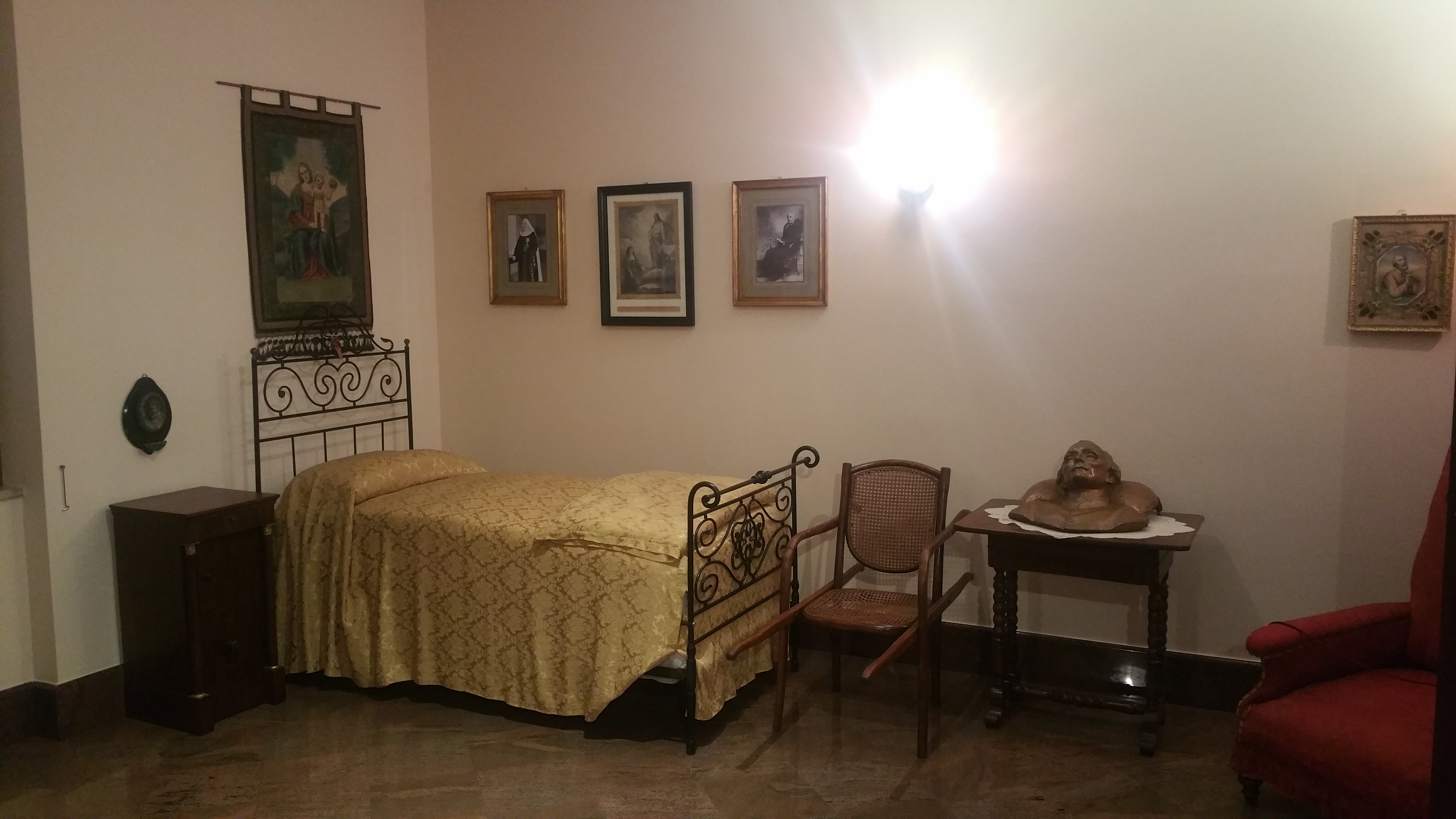
Pokoj v mateřském domu jím založené kongregace v Rivolta d'Adda, ve kterém sv. Francisco Spinelli zemřel

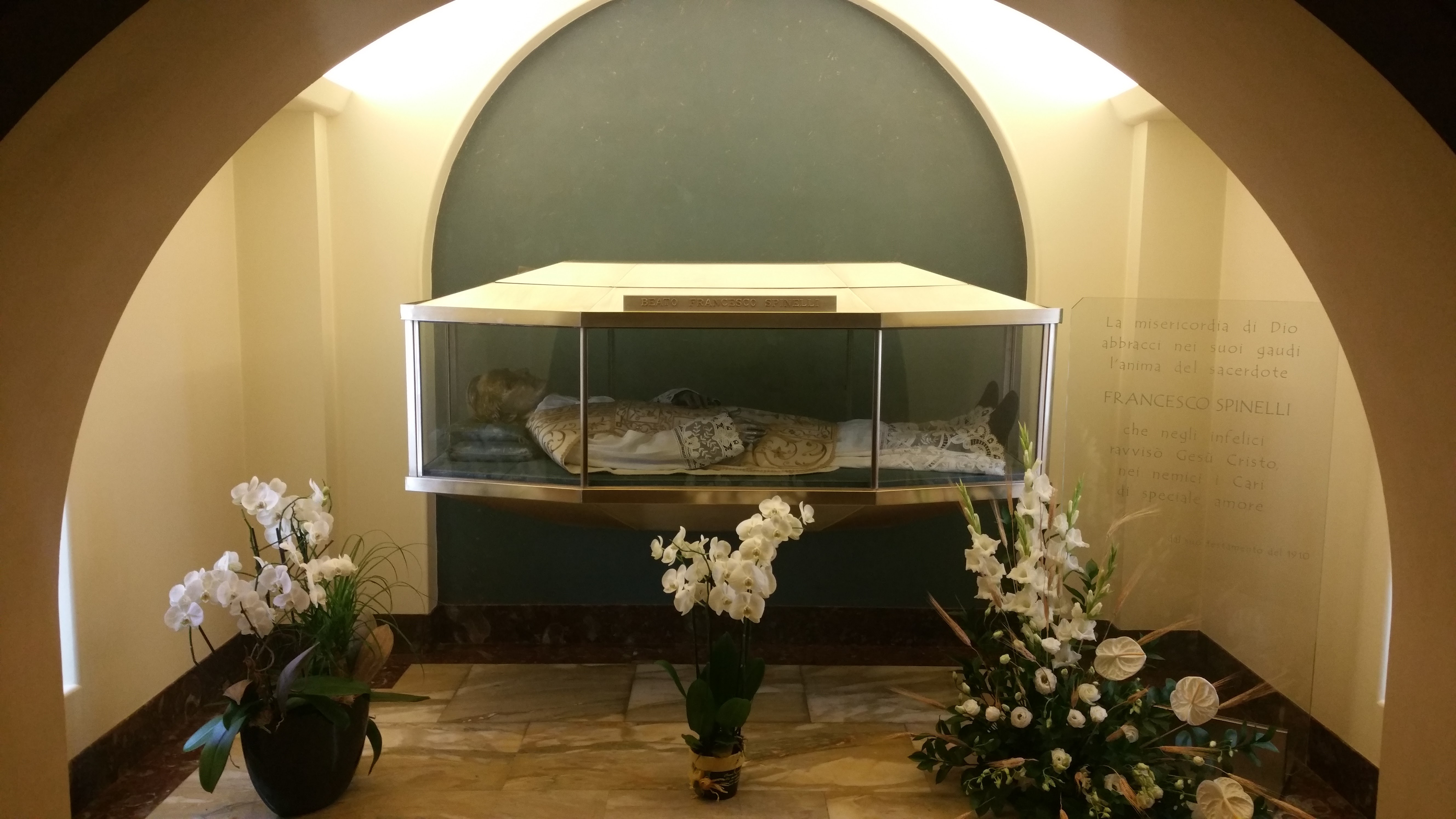
Hrobka sv. Francesca Spinelliho v mateřském domu jím založené kongregace v Rivolta d'Adda

Blahořečen pak byl dne 21. června 1992 v bazilice Santa Maria del Fonte v Caravaggiu papežem sv. Janem Pavlem II. Dne 6. března 2018 byl potvrzen druhý zázrak na jeho přímluvu, potřebný pro jeho svatořečení. Svatořečen pak byl spolu s několika dalšími světci dne 14. října 2018 na Svatopetrském náměstí papežem Františkem.
Jeho památka je připomínána 6. února. Bývá zobrazován v kněžském oděvu.